# جان عزيز (ماكو)
جان‌ عزيز هي قرية في مقاطعة ماكو، إيران. يقدر عدد سكانها بـ 11 نسمة بحسب إحصاء 2016.